# 鬼石
鬼石，是台灣民間傳說中的詭異現象，石塊會因為妖怪作祟而到處亂飛。

## 簡述
據說台灣有妖怪喜歡惡作劇，用石頭丟別人家的房子，造成石頭到處亂飛，甚至波及他人的情況，被稱為鬼石現象。

## 案例
台灣各地都曾出現過鬼石現象，如大稻埕、鳳山、中西等地，其中南屯更有人目擊到擲石的兩隻鬼怪，據說他們身上穿著布袋、身形畸形，看起來相當詭異，但當附近民眾要把他們抓起來時，他們卻突然消失無蹤。